# Cymbasoma quintanarooense
Cymbasoma quintanarooense is een eenoogkreeftjessoort uit de familie van de Monstrillidae. De wetenschappelijke naam van de soort is voor het eerst geldig gepubliceerd in 1994 door Suarez Morales.